# Bella Ouellette
Bella Ouellette ((Marie-)Agnès Martine Ouellette; * 19. Oktober 1886 in Montreal; † 5. Dezember 1945 ebenda) war eine kanadische Schauspielerin.

## Leben
Ouellette debütierte 1901 am Théâtre Saint-Henri in populären Stücken wie Une cause célèbre und La Voleuse d'enfant  von Adolphe d’Ennery. 1902 trat sie am Monument National in La Passion von Germain Beaulieu in der Inszenierung von Julien Daoust auf, den sie im gleichen Jahr heiratete. Sie wurde die Hauptdarstellerin seiner Truppe und hatte große Erfolge in Melodramen wie Chemin des larmes und in der Titelrolle von Axexandre Dumas La dame aux camélias.
Nach ihrer Trennung von Daoust 1919 gründete Ouellette eine eigene Schauspieltruppe, die am Théâtre Family und am Théâtre Chanteclerc auftrat. 1922 schloss sie sich mit Jeanne Demons und ihrer Schauspieltruppe zur Troupe Ouellette-Demons zusammen. Gemeinsam mit der Troupe Barry-Duquesne brachten sie Anfang der 1930er Jahre in mehreren Spielzeiten wöchentlich neue Stücke am Théâtre Stella (ehem. Chanteclerc) heraus.
1937 ging sie mit der Troupe Barry-Duquesne und dem Quatuor Alouette (einem Gesangsquartett, bestehend aus Roger Filiatrault, Jules Jacob, Émile Lamarre und André Trottier) auf eine Frankreichtournee mit Henry Deygluns Stück Vers la terre canadienne. Im Rundfunk wirkte sie u. a. in dem Hörspiel Un homme et son péché mit. Kurze Zeit vor ihrem Tod heiratete sie 1944 Fred Barry.